# Maleisische prehistorie

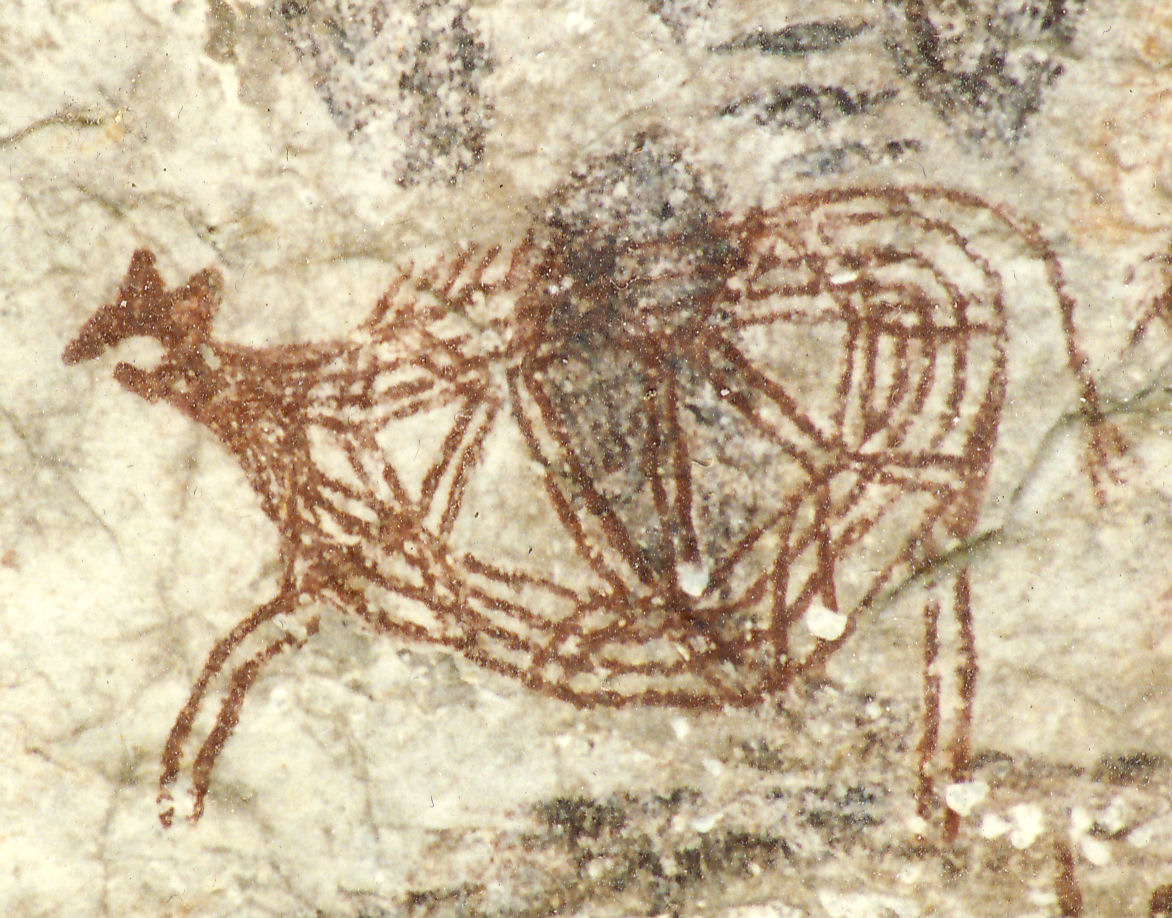
rotskunst in de Tambun-grot

De Maleisische prehistorie omvat de periode van de vroegste menselijke aanwezigheid in het gebied van de huidige staat Maleisië tot de eerste geschreven bronnen. 
In Oost-Maleisië, in de Niahgrotten van Sarawak, zijn er bewijzen van de oudste menselijke resten in Maleisië, die 40.000 jaar oud zijn.
De vroegste anatomisch moderne menselijke skeletten op het schiereiland Malakka, de man van Perak, daterend van 11.000 jaar geleden, en de vrouw van Perak daterend van 8.000 jaar geleden, werden beide ontdekt in Lenggong. De locatie omvatte een ongestoorde productieruimte voor steenwerktuigen, gemaakt met behulp van apparatuur zoals aambeelden en hamerstenen. De Tambun-rotskunst bevindt zich ook in Perak. 